# スタン・デウルフ
スタン・デウルフ（Stan Dewulf、1997年12月20日 - ）は、ベルギー・スターフェレ出身のの自転車競技選手。現在はUCIワールドチームであるAG2R・シトロエン・チーム所属  。

## 主な成績
2014
カイザー・デル・ジュニオール　総合優勝
2015
ヨーロッパ選手権ロードレース　ジュニア2位
パリ～ルーベ・ジュニア　3位
ヘント～ウェベルヘム・ジュニア　3位
グロート・プライス・アンドレ・ノエル　3位
メネン～ケンメル～メネン　3位
2016
ドワルス・ドール・ド・フラームス・アルデンネン　8位
オリンピアズ・ツアー　総合8位
2017
ツール・ド・ブルターニュ　総合3位
オリンピアズ・ツアー　総合3位
ベルギー選手権ロードレース アンダー23　3位
ル・トリプティーク・デ・モン・エ・シャトー　総合4位
グランプリ・クリケリオン 5位
オムロープ・ヘット・ニウスブラット・ベロフテン　9位
2018
パリ～ルーベ・エスポワール　優勝
ル・トリプティーク・デ・モン・エ・シャトー　総合2位
区間優勝（第3a、3bステージ）
ツール・ド・ブルターニュ　総合2位
ヤングライダー賞
オコロ・ジェニシュ・チェフ　総合3位
ヤングライダー賞
区間優勝（第1ステージ、TTT）
リンゲリケGP　3位
リエージュ～バストーニュ～リエージュ・U23　6位
ギルン・グトゥアー　6位
パリ～アラス・ツアー　総合9位
2020
アントワープ・ポート・エピック　2位
ブエルタ・ア・エスパーニャ 敢闘賞（第8ステージ）
2021
ツール・ド・ワロニー　総合2位
ブークル・ド・ロルヌ 優勝